# コルチゾール
コルチゾール（Cortisol）は、副腎皮質ホルモンである糖質コルチコイドの一種であり、医薬品としてはヒドロコルチゾン (hydrocortisone) とも呼ばれる。炭水化物、脂肪、およびタンパク代謝を制御し、生体にとって必須のホルモンである。3種の糖質コルチコイドの中で最も生体内量が多く、糖質コルチコイド活性の約95%はこれによる。ストレスによっても分泌が亢進される。分泌される量によっては、血圧や血糖レベルを高め、免疫機能の低下や不妊をもたらす。
日本薬局方医薬品としてはヒドロコルチゾンの名称で収載される、ステロイド系抗炎症薬（SAID）の1つとして臨床使用される。ステロイド系抗炎症薬は炎症反応を強力に抑制し、炎症の全ての過程に作用する。急性炎症、慢性炎症、自己免疫疾患、アレルギー性疾患、ショック、痛風、急性白血病、移植片拒絶反応などの治療に使用される。副腎皮質機能不全、クッシング症候群、胃潰瘍などの副作用が現れる場合もある。

## 効果

### 胃および腎臓
コルチゾールは胃酸分泌を活性化させる。腎臓の水素イオン排泄に対してのコルチゾールの唯一の直接的影響は、腎臓のグルタミナーゼ酵素を不活性化することによってアンモニウムイオン排泄を活性化させることである。

### 概日リズム

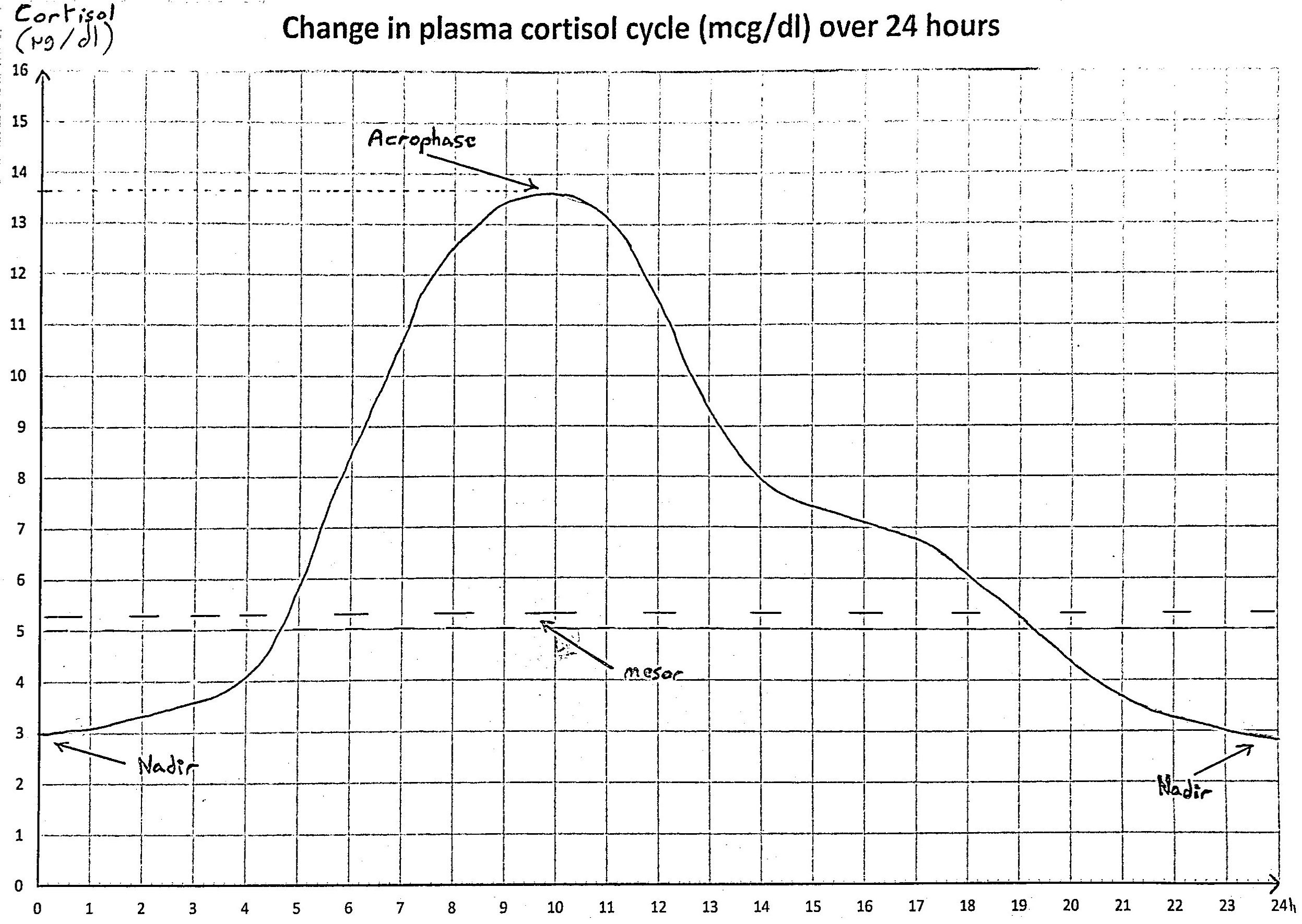
1日を通しての、血中コルチゾールレベルのサイクル(mcg/dl)

ヒトにおいては、コルチゾールレベルについての概日リズムが確認されている。

### ストレスと気分
持続的なストレスによって、高レベルの循環コルチゾール（いくつかのストレスホルモンのうち、最も重要なものの1つとみなされている）が引き起される可能性がある。そのようなレベルではアロスタティック負荷となり、体の制御ネットワークにさまざまな物理的不調をもたらす可能性がある。

## コルチゾール産生障害
適正なコルチゾール値は人体の健康に不可欠であり、その値が過剰あるいは低下すると、多彩な状態がもたらされる。

### コルチゾール低値
コルチゾール低値では、アジソン病、先天性副腎低形成症(IMAge症候群、ACTH不応症、Triple A症候群（Allgrove症候群）)、先天性副腎皮質過形成症、副腎性ACTH単独欠損症、シーハン症候群、ACTH非産生性の下垂体腫瘍、下垂体性副腎皮質機能低下症、視床下部性副腎皮質機能低下症などが疑われる。

### コルチゾール高値
コルチゾール高値では、クッシング病、クッシング症候群、グルココルチコイド不応症、異所性ACTH産生腫瘍、異所性CRH産生腫瘍、糖質コルチコイド不応症などが疑われる。

## レギュレーション

HPA軸。CRH（副腎皮質刺激ホルモン放出ホルモン）, ACTH（副腎皮質刺激ホルモン）が働き、最終的にコルチゾールが放出される

コルチゾール値は、コルチゾール分泌をうながすホルモンである下垂体の副腎皮質刺激ホルモン（ACTH）によって増減する。さらにACTHは、視床下部の副腎皮質刺激ホルモン放出ホルモン（CRH）によって増減する。そのため、コルチゾールが異常値かもしれないと疑われた場合、ACTHとともに測定する。
コルチゾールは鉱質コルチコイド受容体（MCR）を刺激し、それによってナトリウムが再吸収されて高血圧に導くと同時にカリウムの排出も行う。MCRの刺激は心臓および腎臓の線維化にも関与する。
また、このホルモンは、過剰なストレスにより多量に分泌された場合、脳の海馬を萎縮させることが、近年PTSD患者の脳のMRIなどを例として観察されている。海馬は記憶形態に深く関わり、これらの患者の生化学的な影響とされる。

### コルチゾールレベルの増加要因
- ストレス[9]
- 睡眠不足[10]
- 共感[11]
- カフェイン[12]（お茶やコーヒーなどに含まれる）
- 甘草（偽性アルドステロン症[6]。甘草の含まれている漢方薬など）

### コルチゾールレベルの減少要因
- ホスファチジルセリン（大豆レシチンに含まれる）[13][14]
- 厚朴エキスと黄柏エキスの組み合わせ[15]
- トンカットアリ[16]

## 生合成

ステロイド生合成。画像クリックで拡大と解説

コルチゾールの前駆物質のコルチゾンは、コレステロールからプレグネノロンを経て生合成される。
プレグネノロン (pregnenolone) は、プロゲステロン、コルチコイド、アンドロゲン、およびエストロゲンのステロイド生成にかかわるプロホルモンである。プレグネノロンは体内であらゆるホルモンに変換されるプロホルモンである。プレグネノロンは、コレステロールから合成される。この反応では、C20とC22との間にヒドロキシル化反応が起こる。この反応を起こす酵素シトクロムP450sccはミトコンドリアにあり、脳下垂体から分泌される副腎皮質刺激ホルモン、卵胞刺激ホルモン、黄体形成ホルモンによって制御されている。
コルチゾンとアドレナリンは人体がストレスに対して反応する際に放出される主なホルモンである。これらは血圧を上昇させ、体を闘争または逃避反応 (fight or flight response) に備えさせる。
活性体であるホルモンであるコルチゾールの前駆体であり、コルチゾン自体は不活性である。11-β-ステロイド脱水素酵素と呼ばれる酵素の働きによって、11位のケトン基がヒドロキシル化されることで活性化する。このため、コルチゾールはヒドロコルチゾンと呼ばれることもある。類似のステロイドであるコルチゾールよりも重要性は低い。糖質コルチコイドがもたらす作用のうち95%はコルチゾールによるものであり、コルチゾンの寄与は4%–5%に過ぎない。コルチコステロンはさらに重要性が低い。

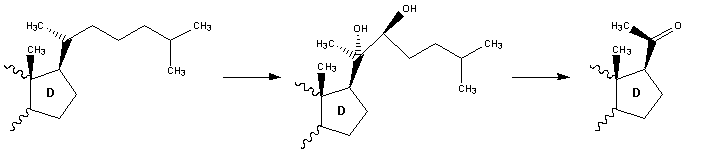
コレステロールからプレグネノロンへ

プレグネノロンからコルチゾールの前駆物質のコルチゾンへ

|  |